# Деса Сінґх
Деса Сінґх (д/н — 1782) — 4-й магараджа Амрітсару і Лахору, місальдар Бганґі в 1775—1782 роках.

## Життєпис
Походив з джатського клану Дхіллон. Син магараджи Ганди Сінґха.Після смерті останнього 1776 року успадкував владу. Не виявив політичного хисту та військової звитяги. 1778 року в союзі з місальдаром Джассою Сінґхом Рамгархією зазнав поразки від коаліції Джасси Сінґха Ахлувалії, Джая Сінґха Канхеї та Мага Сінґха Сукерчакії. З цього часу починається занепад місаля Бганґі.
1779 року дуррайнійський правитель Тимур-шах завдав поразки в битві під Рохтасом, а потім раптовим ударом захопив Мултан. 1780 року було втрачено князівство Джамму, зверхність над якої встановив Мага Сінґха Сукерчакії. Тепер вже Десу Сінґхудовелося звертати уваги на збереження рештків володінь. В цій боротьбі він загинув у 1782 році. Йому спадкував син Гулаб Сінґх.